# Metacausta
Metacausta là một chi bướm đêm thuộc họ Noctuidae.